# ウランフ
ウランフ（モンゴル語：ᠤᠯᠠᠭᠠᠨᠬᠦᠦ、モンゴル語キリル文字表記：Уланху、烏蘭夫、オランホー、1906年12月23日 - 1988年12月8日）は、中華人民共和国の政治家、軍人。モンゴル族。内モンゴル自治区において党政軍の実権を握り、中央においては国務院副総理、国家副主席など少数民族としては政府の長や国家元首に次ぐ最も高位の職を歴任した。妹婿の孔飛、息子のブヘ、孫のブ・シャオリンも内モンゴル自治区の主席を務めるなど、文化大革命時代を除いてウランフとその一族は内モンゴル自治区を支配した。その影響力から「蒙古王」とも呼ばれた。最終階級は上将。

## 経歴
ウランフは内蒙古西部トゥメト旗の農家に生まれる。初め慶春と名付けられ、4歳で雲澤に改めた。故郷の高等小学校を卒業後、1923年に北平蒙蔵学校へ入学。同年12月、中国社会主義青年団に参加。1925年、中国共産党に入党。モスクワ中山大学に留学し、帰国後、西蒙工作委員会書記などを歴任する。日中戦争では、日本軍（駐蒙軍）に対して抵抗運動を指揮。1938年4月に中共綏蒙工作委員会委員、翌月には国民革命軍新編第三師政治部主任代理となる。1941年8月、延安に赴き、陝甘寧辺区政府民族事務委員会主任、延安民族学院教育長などを歴任し、共産党内での少数民族問題を担当し、同じく中国西北部で活動していた習仲勲と親交を深めた。
1945年9月9日に内モンゴル人民共和国臨時政府が成立するとその懐柔工作を担当し、同年10月には同政府代表兼国防大臣に就任、八路軍が支配していた張家口に移転して内モンゴル自治運動連合会を結成し、中国共産党の内モンゴル支配の基礎を構築した。その後さらに東モンゴル自治政府やフルンボイル地方自治政府、西蒙自治政府などの懐柔工作に従事して東西モンゴルを統一することになる。1947年に内モンゴル自治政府の主席を務め、同年に内モンゴル共産党工作委員会（1949年に中共中央内蒙古分局に改称）書記にもなる。この頃に「赤い息子」を意味するウランフに改名した。国共内戦期においては、綏蒙政府主席、中共晋察冀辺区中央局委員、中共内蒙古工作委員会書記などを歴任。その後、内蒙古軍区司令員（初代）兼政治委員、中共中央東北局委員を兼任、遼瀋戦役や平津戦役にも参加する。
1949年の中華人民共和国建国後、内モンゴル自治政府は内モンゴル自治区となり、内モンゴル大学や中央民族学院の初代学長も務め、中央人民政府委員、中央民族事務委員会主任・党組書記、華北行政委員会委員、中共中央華北局副書記などを歴任。1952年7月5日に綏遠省人民政府主席に就任し、綏遠省と内蒙古自治区の統合を進めた。1953年には内蒙古軍区と綏遠軍区が統合され、新たに蒙綏軍区が設置されると、同年8月29日にウランフが司令員兼政治委員に任命された。
1954年4月、チンギス・ハーンの棺（遺骸はないとされるが、ウランフとともに立ち会った中国最後のモンゴル王公奇忠義は人骨の一部が納められていたと証言している）と遺物の弓矢や鞍などを納めたオルドスの成吉思汗陵の創建に出席して揮毫を行った。同年9月、政府機構が再編されて国務院が発足すると、9月29日にウランフは国務院副総理に任命される。内蒙古自治区党委員会第一書記、自治区人民委員会主席、内蒙古軍区司令員兼政治委員、内蒙古大学学長、党中央華北局第二書記、内蒙古自治区政治協商会議主席、国家民族事務委員会主任などの職務も引き続き兼任した。翌1955年9月、中国人民解放軍上将の階級と一級解放勲章を授与される。1956年9月の第8回党大会において中央委員に昇進し、同9月28日の第8期1中全会で中央政治局候補委員となる。
1966年に発動される文化大革命では内モンゴル人民革命党粛清事件に巻き込まれ、内モンゴル人民革命党や内モンゴル人民共和国などの分離独立勢力を糾合して現在の内モンゴル自治区を築いたことから「内外モンゴル統一を企む民族分裂主義者」「現代の王公となって独立王国を築こうとしている」として攻撃され、同年5月1日のメーデーに北京入りした際に失脚し、抑留された。同年5月21日から7月27日、共産党華北局の前門飯店会議が開催され、ここでウランフは批判・攻撃され、4回の「自己反省」を強制された。7月27日、華北局は「ウランフの誤った問題に関する報告」を提出し、8月16日にウランフは自治区党第一書記の職を解任されたのを始めとし、党・政府・軍の職務を剥奪されて失脚した。周恩来の保護を受け、北京で軟禁生活を送ったが、ウランフはこの時期、名前を漢風の王 自力と変え、文革期の圧迫を凌いだ。
文革中の1973年、第10回党大会で中央委員に復帰。1975年1月、第4期全国人民代表大会常務副委員長に選出される。1977年5月には党中央統一戦線工作部部長に就任。同年8月の第11期1中全会において中央政治局委員に選出される。翌1978年、第5期全人代常務副委員長と第5期全国政治協商会議第一副主席に選出。
1983年6月18日、第6期全人代第1回会議において再設置された中華人民共和国副主席に選出。1988年4月に退任後、第7期全人代常務副委員長に転出するが、その年の12月、北京で死去した。